# إيهاب فهمي
إيهاب فهمي (4 يونيو 1972 -)، ممثل مصري. قدم أول أدواره في مسلسل خيال الظل، ثم أدى العديد من الأدوار المميزة بعد ذلك نظرا لتميزه وموهبته العالية.

## أعماله

### دبلجة أفلام كارتون
ـ بيتر بان Peter pan ( جميع اجزاءه )
- هرقل Herculse ( جميع اجزاءه )
- علاء الدين Aladdin ( جميع اجزاءه )

### أفلام
| - قبل الأربعين 2021 - ريما: 2020 - زنزانة 7: 2020 - يوم العرض: 2019 - إطلعولي بره 2018 - الكهف 2018 - كارما: 2018 - صابر جوجل: 2016 - (ياسر) | - اللي اختشوا ماتوا: 2016 - (الضابط كريم رفعت) - اللي جاي أحسن: 2014 - القشاش: 2013 - (مصطفى ) - نزلة السمان: 2011 - هالو كايرو: 2011 - سفاري: 2010 - رامي الإعتصامي: 2008 - (ابو المواهب) - لا تقتلوا الحب: 2000 - (المقتول) - معتقل الحب: 1999 |

### مسلسلات
| - حرب الزواج 2024 - مشوار الونش 2022 - بيت الشدة 2022 - ملف سري 2022 - نقل عام 2022 - النقطة العميا (فلاش باك) 2022 - زي القمر (ج2) 2021 - ضل راجل 2021 - نصيبي وقسمتك 4 2021 - ورا كل باب 2021 - ورا كل باب (ج2) 2021 - ولاد ناس 2021 - إلا أنا 2020 - الأخ الكبير 2020 - الاختيار - جمال الحريم: المكتوب 2020 - ونحب تاني ليه 2020 - ونسني 2020 - قيد عائلي 2019 - لآخر نفس 2019 - نصيبي وقسمتك 3 2019 - الأب الروحي (ج2) 2018 - الرحلة 2018 - فوق السحاب 2018 - رحيم 2018 - قانون عمر 2018 - الأب الروحي 2017 - الطوفان 2017 - طاقة القدر 2017 - طاقة نور 2017 - ظل الرئيس 2017 - عرايس خشب 2017 | - نصيبي وقسمتك 2 - الطبال: 2016 - (ضيف شرف) - الخانكة: 2016 - (حسين) - يونس ولد فضة: 2016 - (خالد - ضيف شرف) - نصيبي وقسمتك: 2016 - راجل وست ستات (ج9) - 2015 - سيت كوم - (ضيف شرف) - ألف ليلة وليلة: 2015 - (أكمل أخو شهريار) - ذهاب وعودة: 2015 - (طارق الحريري) - الصندوق الأسود: 2015 - عيون القلب: 2015 - (مصطفى) - الخطيئة: 2014 - (رامي) - أبو هيبة في جبل الحلال: 2014 - (دكتور وليد) - سيرة حب: 2014 - البيت: 2014 - فض اشتباك: 2013 - النار والطين: 2012 - طرف ثالث: 2012 - حارة خمس نجوم: 2012 - المنتقم: 2012 - (صلاح) - باب الخلق: 2012 - الشحرورة: 2011 - (فريد الأطرش) - نونة المأذونة: 2011 - (حسين فهمي عبد القادر) - القطة العميا: 2010 - (د. وليد) - مش فريندز: 2010 - سيت كوم - ورق التوت: 2009 - عبودة ماركة مسجلة: 2009 - هانم بنت باشا: 2009 - (شكري) - تاجر السعادة: 2009 - فتيات صغيرات - 2009 - في أيد أمينة: 2008 - (احمد) - هيمة - أيام الضحك والدموع: 2008 - (نظمي كامل) | - أغلى الناس: 2008 - وعادت القلوب: 2008 - بعد الفراق: 2008 - (وسيم) - قضية رأي عام: 2007 - (المهندس / مصطفى) - أمير الشرق عثمان دقنة: 2007 - قيود من نار: 2007 - (عاطف رنات) - عيون تائهة: 2006 - العندليب: 2006 - (الموسيقار بليغ حمدي) - قلب الدنيا: 2006 - الدنيا ريشة في هوا: 2006 - (محمد) - بنت بنوت: 2006 - (حنتيرة) - شجرة الود: 2005 - ريا وسكينة: 2005 - للثروة حسابات أخرى: 2005 - دوائر الشك: 2005 - المعمورة: 2004 - أيامنا: 2004 - أوراق مصرية (ج3): 2004 - مصر الجديدة: 2004 - (إسماعيل طوسون) - بنت من شبرا: 2004 - حكايات زوج معاصر: 2003 - الإمبراطور: 2002 - انظر حولك وابتسم: 2002 - لدواعي أمنية: 2002 - (شوقى) - أوراق مصرية (ج2): 2002 - مارينا مارينا: 2002 - موعد مع الشهرة: 2002 - جائزة نوفل: 2002 - نهر العطاء: 2001 - الرقص على سلالم متحركة: 2001 - (أحمد) - سلم المجد: 2000 | - البصمة: 2000 - عندما تثور النساء: 2000 - تلال الغضب: 2001 - محاكمة الليالي: 2000 - ناس من زمن فات: 2000 - تدابير الدنيا: 2000 - خيال الظل: 2000 - (نبيل (ابن رمزي)) - عفوا حبيبتي: 1999 - ميراث الشر: 1999 - لعبة كل يوم: 1999 - موال الحب والغضب:1999 - افتح قلبك: 1999 - ويأخذنا تيار الحياة: 1998 - القلب يخطيء أحيانا: 1998 - (هشام) - الضوء الشارد: 1998 - حكاية أمل: 1998 - وسعيكم مشكور: 1998 - طيور النورس: 1998 - لعبة وقلبت بجد: 1998 - زيزينيا 1 الولي والخواجة: 1997 - (دوري) - الدوائر المغلقة: 1997 - مرفوع مؤقتا من الخدمة: 1997 - (صفتي) - عطاء بلا حدود: 1996 - الزيني بركات: 1995 - عظمه يا ست: 1995 - الناس الطيبين: 1995 - سر الغائب: 1994 - صباح الورد: 1994 - أهل القمة: 1994 - الطوفان: 1994 - بين ثلاثة: 1991 |

### أخرى
| - سيرة حب: 2019 - مسرحية - تامر وشيرين: 2018 - مسلسل إذاعي - هارب من عش الزوجية: 2018 - مسلسل إذاعي - توم وشيري: 2017 - مسلسل إذاعي - فرحات والثلاث ورقات: 2017 - مسلسل إذاعي - لا سحر ولا شعوذة: 2017 - مسلسل إذاعي - وش السعد: 2016 - برنامج | - حوش بديعة: 2016 - مسرحية - أحلام شهرزاد: 2015 - مسلسل اذاعي - العهد: 2012 - مسلسل اذاعي - (فتحي ) - قلقان في مصر: 2011 - مسلسل اذاعي - بابا زعيم عصابة: 2010 - مسلسل اذاعي - فراولة: 2009 - مسلسل اذاعي - اليائسون لا يفوزون: 2005 - فيلم قصير | - بريق الوهم: 2004 - سهرة تليفزيونية - جواز سفر أمريكاني: 2003 - سهرة تليفزيونية - أحلام الكمنجاتي: 2001 - سهرة تليفزيونية - لن أتزوج زميلي: 2001 - سهرة تليفزيونية - دفتر مواعيد: 1999 - سهرة تليفزيونية - أحلام فقراء ولكن أغنياء: 1998 - سهرة تليفزيونية - جيران الهنا: 1997 - فوازي | - الرحمة المهداة: مسرحية - الحياة لها بقية: سهرة تليفزيونية - جدتي زوزو: سهرة تليفزيونية - حياتها الرائعة: سهرة تليفزيونية - المخلوع: سهرة تليفزيونية - بسيوني تحت القبة: سهرة تليفزيونية - الوريث المفقود: سهرة تليفزيونية - الصحوة: سهرة تليفزيونية |

### رسوم متحركة
- أمير ورحلة الأساطير 2013
- قصص الحيوان في القرآن: 2011 - (طين عيسى)

## روابط خارجية
- إيهاب فهمي على موقع IMDb (الإنجليزية)
- إيهاب فهمي على موقع الدهليز
- إيهاب فهمي على موقع قاعدة بيانات الأفلام العربية